# 英国皇家邮轮

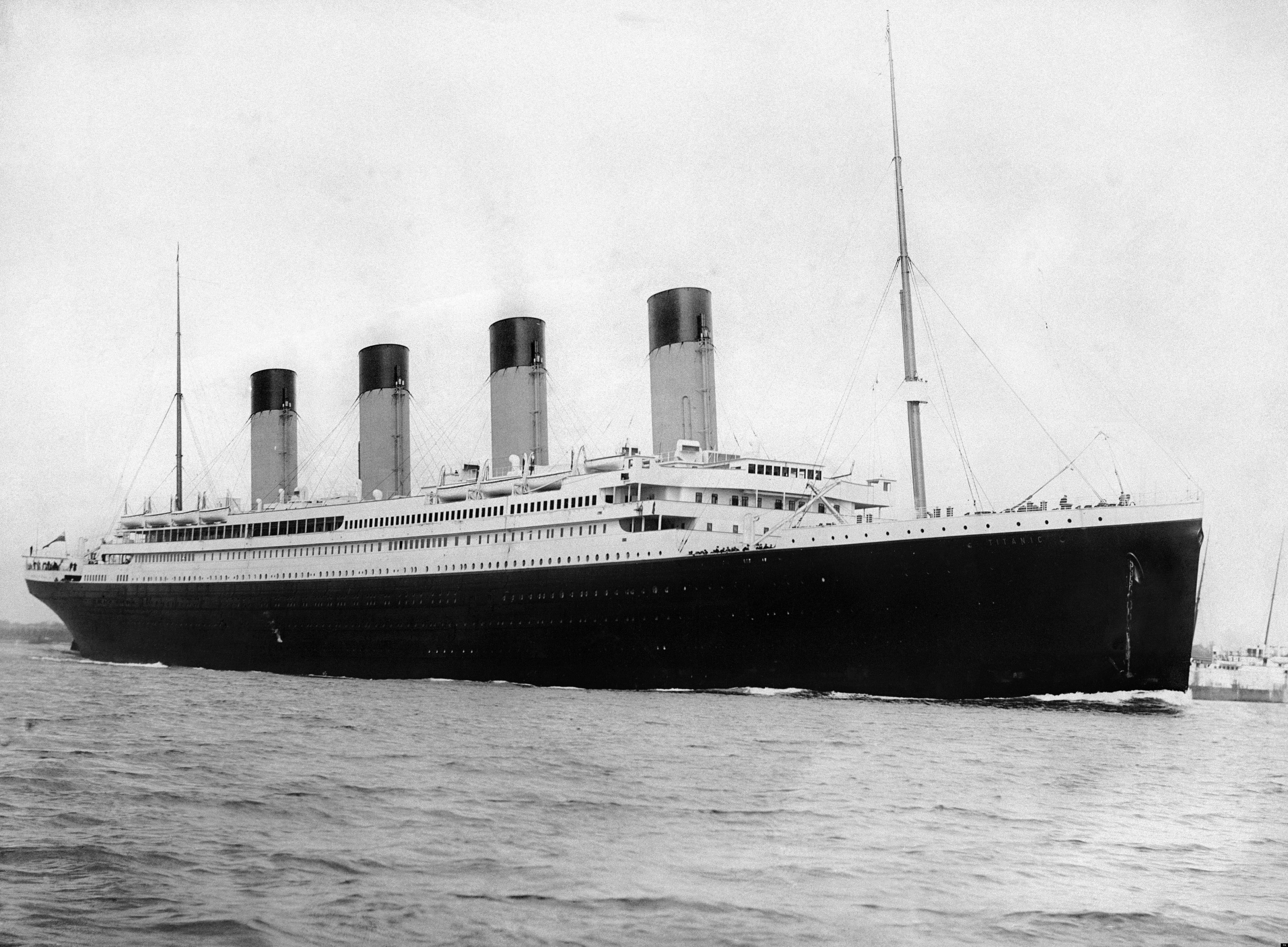
冠以“皇家邮船”前缀的泰坦尼克号远洋班轮

英国皇家邮轮，簡稱皇家遊輪（英語：Royal Mail Ship，簡稱：RMS），是用于根据合同向英国皇家邮政运送邮件的远洋班轮的船舶前缀。皇家邮轮这一前缀的历史早可以追述到1840年，但需要注意的是远洋班轮（英語：Ocean liner）这一概念可追溯至更早的1820年。冠以“皇家邮轮”的著名班轮例如因撞击冰山而沉没的泰坦尼克号和被德意志海军U-20击沉的卢西塔尼亚号。
通常情况下一艘船只有在签订合同运送邮件时才会使用前缀，而在其他时候会恢复为“SS”等标准名称。“皇家邮船”无法与远洋班轮完全划等号。

## 语言逻辑推理
人们常常因泰坦尼克号的前缀“皇家邮轮”从而将泰坦尼克号称作“一艘皇家邮轮”，但类比胡德号战列巡洋舰会发现问题所在:
| 名称中文 | 胡德号                 | 泰坦尼克号               |
| -------- | ---------------------- | ------------------------ |
| 名称英文 | HMS Hood               | RMS Titanic              |
| 前缀     | Her/His Majesty's Ship | Royal Mail Ship          |
| 前缀字母 | HMS                    | RMS                      |
| 前缀中文 | 皇家海军               | 皇家邮船                 |
| 例句     | 胡德号是一艘皇家海军   | 泰坦尼克号是一艘皇家邮船 |
| 正确例句 | 胡德号是一艘战列巡洋舰 | 泰坦尼克号是一艘远洋班轮 |

#### 远洋班轮使用过的其他前缀
除RMS之外，与皇家邮政公司合同关系的远洋班轮还使用过RMMV（“皇家邮政內燃機船舶”）和RMMS（“皇家邮政内燃机船”）作为前缀：历史上“RMS”最初只限于蒸汽动力船使用，而“RMMV”和“RMMS”则表示该船使用柴油动力。使用RMS代碼卻不是蒸汽船比較有名的例子為瑪麗皇后二號。

## 历史
1823年起，英国邮政总局（General Post Office）将包裹航运事务转予英国海军部，因此海军部开始借助远洋班轮从事邮政运输。1840年开始运送邮件的船只开始被冠以“皇家邮政船”或“皇家邮政蒸汽船”的船名前缀。（“RMS”前缀最早出现于出版物是在1840年8月18号的《泰晤士報》。） 1850年前后开放邮运业务给私人轮船公司营运，同时也将RMS称号交给得到邮政合约的这些公司。皇家邮政要求这些公司在规定的时间内将其委托的邮政包裹送抵指定目的地，否则会收到包括违约金罚款的惩罚。邮件必须按时送达，因此拥有“RMS”代码被认为是航运品質的标志，也是竞争优势。
随着科技的发展，飞机逐渐代替了远洋班轮的邮递业务。最后一艘执行定期邮运任务的皇家邮政船是圣赫勒拿号货轮，1989年起用，服务南大西洋英国属地圣赫勒拿岛的远洋客货两用船，在2018年圣赫勒拿岛机场启用后退役。

## 现代

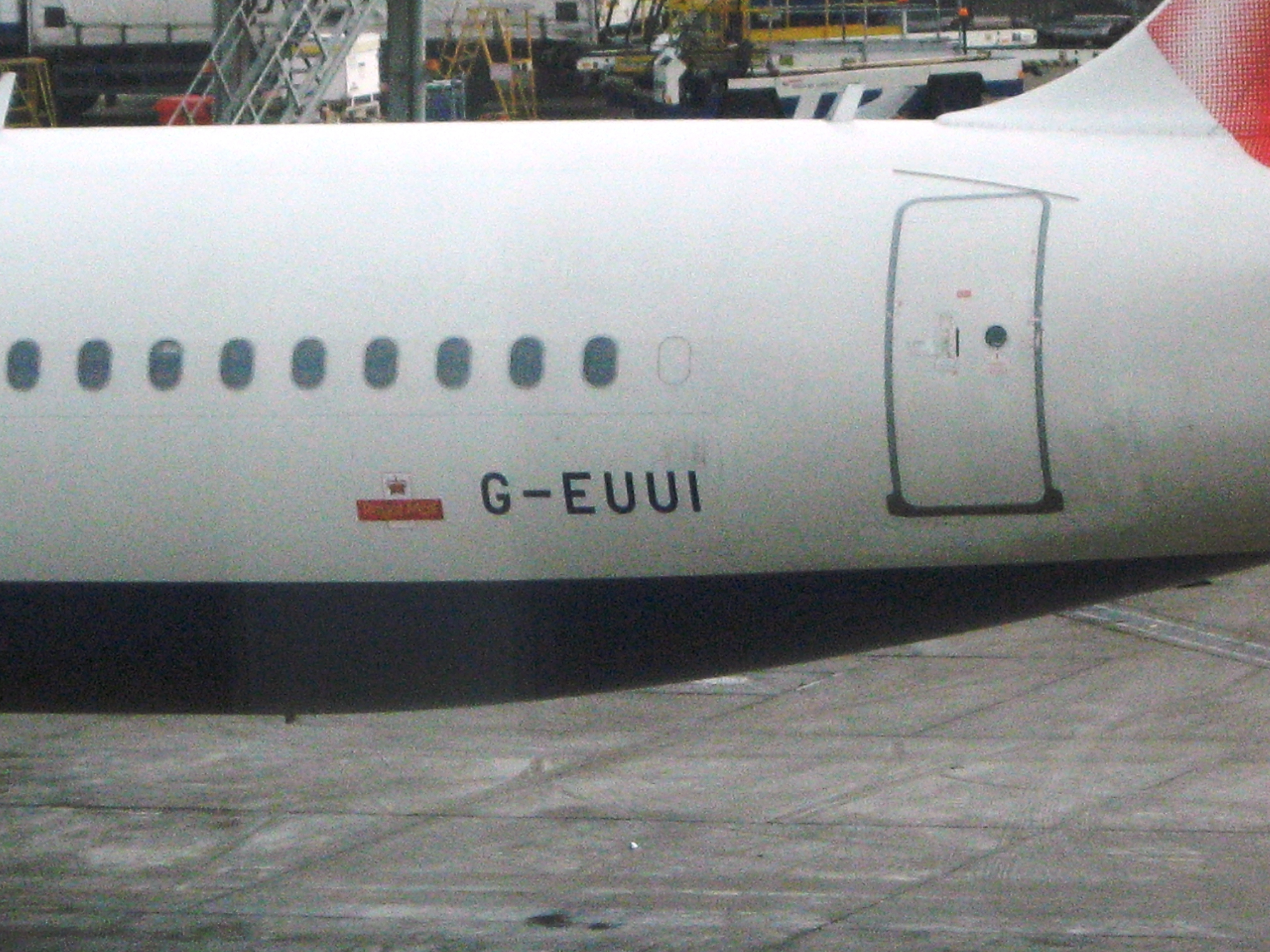
飞机上的皇家邮政标示：照片上的是一架英国航空空中巴士A320-232客机，编号G-EUUI。

截止2025年，只有三艘现役船只还保持着“皇家邮政船”的前缀，但都没有实际邮运任务。其中唯一的大型當代船隻玛丽皇后二号設計和運營中的主要用途並非班轮，其“皇家邮船”的标签来自于对其所属的丘纳德航运公司历史的尊重。仍在服役的三艘被冠以“皇家邮轮”前缀中有一艘是服务偏远岛屿的渡轮，一艘（玛丽皇后二号）兼营北大西洋航线上的定期客运和观光游航，一艘是加拿大保存下来的历史性船舶。
现存的三艘被冠以“皇家邮轮”的船舶是：
- 皇家邮船赛格温号（RMS Segwun）：1887年起用，现在加拿大安大略格雷文赫斯特作为远洋班轮使用。
- 皇家邮船舶锡利人三号（RMV Scillonian III）：1977年起用，服务英国锡利群岛的主要交通船。
- 皇家邮船玛丽皇后二号（RMS Queen Mary 2）：2004年起用的远洋班轮。

昔日远洋班轮的邮政运输功能已完全被飞机取代，因此赋予邮运船只的班轮特殊标示的传统也变相的在飞机上使用。英国的載旗航空公司英国航空与皇家邮政签有合约，其定期长途航班也负责运载邮件。因此用于运营这些航线的飞机机身上允许标示皇家邮政的标志，通常标示位于飞机登记号附近。

## 被冠以皇家邮船的著名远洋班轮
以下是比较出名的皇家邮轮名单和其归宿。
| 船名           | 所属公司      | 处女航年份 | 退役年份 | 状态                     | 备注                                       |
| -------------- | ------------- | ---------- | -------- | ------------------------ | ------------------------------------------ |
| 卡帕菲亚号     | 丘纳德航运    | 1903       | 1918     | 被德军鱼雷击沉           | 曾参与救援泰坦尼克号                       |
| 卢西塔尼亚号   | 丘纳德航运    | 1907       | 1915     | 被德军鱼雷击沉           | 成为美国参加第一次世界大战的原因之一       |
| 奥林匹克号     | 白星航运      | 1911       | 1935     | 拆解                     | 泰坦尼克号的姊妹舰，同型号邮轮的唯一幸存者 |
| 泰坦尼克号     | 白星航运      | 1912       | 1912     | 于首航期间撞击冰山而沉没 |                                            |
| 不列颠尼克号   | 白星航运      | 1915       | 1916     | 被德军潜艇击沉           | 泰坦尼克号的姊妹舰                         |
| 伊利莎白皇后号 | 丘纳德航运    | 1940       | 1968     | 在香港因失火而被拆解     | 曾在007系列电影中出现                      |
| 瑪麗皇后號     | 冠達/白星航运 | 1936       | 1967     |                          | 如今成为長灘的一个博物馆                   |
| 玛丽皇后二号   | 丘纳德航运    | 2004       |          | 营运中                   | 唯一一艘还在营运的有皇家邮轮称号的豪华邮轮 |